# When All Is Said and Done
When All Is Said and Done ist ein Lied der schwedischen Popgruppe ABBA aus dem Jahr 1981. Es erschien erstmals auf dem achten Studioalbum der Gruppe The Visitors und wurde im Dezember 1981 in einigen Ländern als Single ausgekoppelt. Das ebenfalls in den Sessions produzierte Stück Should I Laugh Or Cry wurde als B-Seite verwendet. Die Leadsängerin ist Anni-Frid Lyngstad, in einigen Passagen und im Refrain ist auch Agnetha Fältskog zu hören.
Das Lied handelt wie The Winner Takes It All oder One of Us von einer zerbrochenen Beziehung.

## Entstehungsgeschichte
Die ersten Backing Tracks für When All Is Said and Done wurden zwischen 16. und 19. März 1981 eingespielt. Damit ist der Song einer der ersten, der für das Album aufgenommen wurde, wenn er auch im Laufe der folgenden Aufnahme-Sessions mehrmals bearbeitet und abgemischt wurde. Laut dem Textautoren Björn Ulvaeus ist das Lied in gewisser Weise den beiden Gruppenmitgliedern Benny Andersson und Anni-Frid Lyngstad gewidmet, die am 12. Februar 1981 offiziell ihre Trennung bekannt gegeben hatten. Lyngstad konnte daher einige Emotionen in ihre Gesangsdarbietung miteinfließen lassen.
Das Lied wurde am 24. November 1981, kurz vor Veröffentlichung des Albums, auch als „No Hay A Quien Culpar“ in Spanisch aufgenommen. Während das Musikvideo für die Originalversion bereits am 29. August 1981 gedreht wurde, fanden jene für die spanische Version wenige Tage nach der Aufnahme, am 27. November 1981 statt. Im Februar 1982 wurde No Hay A Quien Culpar durch ein spanisches Fernseh-Special erstmals der Öffentlichkeit präsentiert, wobei die Sendung in Stockholm aufgezeichnet wurde. Auf CD erschien diese Sprachfassung erst 1994 im Rahmen des ABBA-Box-Sets Thank You for the Music.

## Chartplatzierungen
Die Single When All Is Said and Done wurde unter anderem in den USA veröffentlicht, wo sie im Januar 1982 in die Charts einstieg und Platz 27 erreichte. Außerdem erschien das Lied in Australien (# 81), Mexiko (# 29), Costa Rica (# 1) und Polen (# 9) als Single, wo es im Durchschnitt jedoch recht mäßig erfolgreich war.